# Rob Rensenbrink
Pieter Robert Rensenbrink, más conocido como Rob Rensenbrink (Ámsterdam, 3 de julio de 1947-Ámsterdam, 24 de enero de 2020), fue un futbolista profesional neerlandés que se desempeñaba como extremo izquierdo, considerado como uno de los mejores de todos los tiempos. Es uno de los jugadores que fue elegido por Pelé para formar parte de los 125 mejores futbolistas de la historia.

## Trayectoria
Se destacó como centrodelantero en el DWS Amsterdam. Pero sus éxitos los conseguiría en Bélgica, jugando en los dos clubes más populares, el Club Brujas y el RSC Anderlecht, y en este último fue donde logró establecerse por más años y ganó más títulos. De esos títulos destacan las dos únicas Recopas de Europa y Supercopas de Europa de su historia, en los años 70, y es el máximo goleador histórico de la Recopa con 25 goles en 36 partidos.
En el Anderlecht fue uno de los máximos goleadores de su historia, con 143 goles en 260 encuentros disputados.
También pasó por el Portland Timbers de la liga de fútbol estadounidense, y finalizó en el Toulouse FC del fútbol francés.
Con la selección neerlandesa jugó 46 partidos con un saldo de 14 goles. Disputó los mundiales de 1974 en Alemania Occidental y 1978, y en ambos torneos resultó subcampeón. Irónicamente perdió antes los países anfitriones: Alemania Occidental y Argentina, (a este último estuvo cerca de marcarle un gol en el último minuto del partido que le hubiese dado el título a Países Bajos pero su remate se estrelló en el poste). El 11 de junio de 1978 anota el gol número 1000 en los mundiales de tiro penalti ante Escocia. Anotó un gol en Alemania 74 y cinco goles en Argentina 78, donde fue uno de los mejores jugadores del torneo.

## Vida personal
Estaba casado y vivía en Oostzaan. En 2015 reveló que se le había hecho el diagnóstico de atrofia muscular progresiva desde 2012; enfermedad que le causó la muerte el 24 de enero de 2020, falleciendo en Ámsterdam a los setenta y dos años.

## Participaciones en Copas del Mundo
| Mundial                        | Sede                | Resultado  | Partidos | Goles | Prom. |
| ------------------------------ | ------------------- | ---------- | -------- | ----- | ----- |
| Copa Mundial de Fútbol de 1974 | Alemania Occidental | Subcampeón | 7        | 1     | 0.14  |
| Copa Mundial de Fútbol de 1978 | Argentina           | Subcampeón | 7        | 5     | 0.71  |

## Clubes

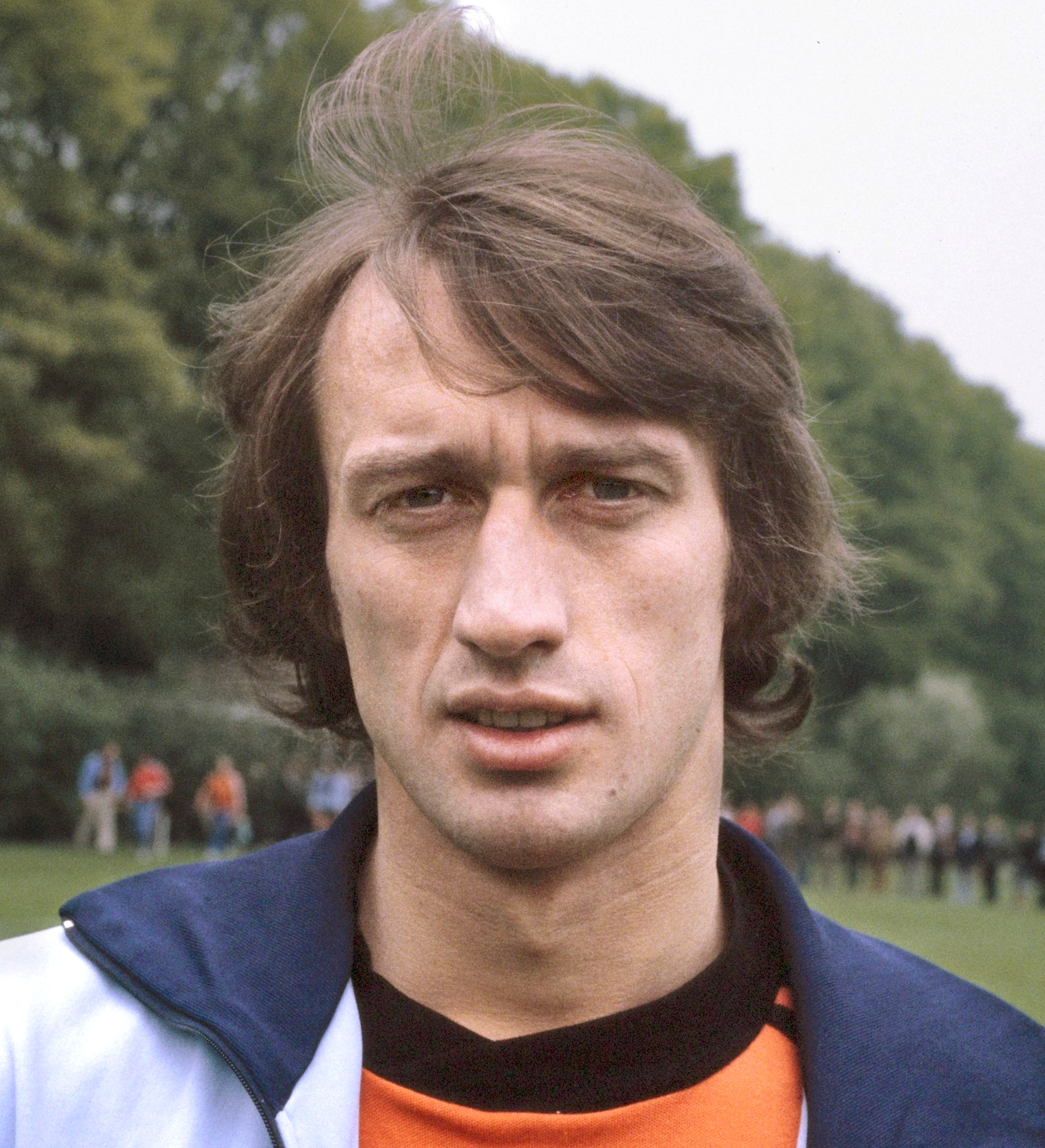
Rensenbrink en 1978.

### Como jugador
| Equipo              | País           | Año       |
| ------------------- | -------------- | --------- |
| DWS Amsterdam       | Países Bajos   | 1965-1969 |
| Club Brugge K. V.   | Bélgica        | 1969-1971 |
| R. S. C. Anderlecht | Bélgica        | 1971-1980 |
| Portland Timbers    | Estados Unidos | 1980-1981 |
| Toulouse F. C.      | Francia        | 1981-1982 |

## Estadísticas

### Clubes
| Club                            | Div.                | Temporada           | Liga  | Liga  | Copas nacionales(1) | Copas nacionales(1) | Torneos internacionales(2) | Torneos internacionales(2) | Total | Total | Media goleadora(3) |
| Club                            | Div.                | Temporada           | Part. | Goles | Part.               | Goles               | Part.                      | Goles                      | Part. | Goles | Media goleadora(3) |
| ------------------------------- | ------------------- | ------------------- | ----- | ----- | ------------------- | ------------------- | -------------------------- | -------------------------- | ----- | ----- | ------------------ |
| DWS Amsterdam · Países Bajos    | 1.ª                 | 1966-67             | 7     | 1     | 1                   | 0                   | 7                          | 2                          | 15    | 3     | 0.33               |
| DWS Amsterdam · Países Bajos    | 1.ª                 | 1967-68             | 34    | 10    | 3                   | 0                   | 2                          | 1                          | 39    | 11    | 0.42               |
| DWS Amsterdam · Países Bajos    | 1.ª                 | 1968-69             | 34    | 15    | 4                   | 3                   | 5                          | 1                          | 43    | 19    | 0.33               |
| DWS Amsterdam · Países Bajos    | Total club          | Total club          | 75    | 26    | 8                   | 3                   | 14                         | 4                          | 97    | 33    | 0.32               |
| Club Brujas · Bélgica           | 1.ª                 | 1969-70             | 9     | 4     | 4                   | 1                   | 4                          | 3                          | 17    | 8     | 0.55               |
| Club Brujas · Bélgica           | 1.ª                 | 1970-71             | 10    | 4     | —                   | —                   | 6                          | 2                          | 16    | 6     | 0.76               |
| Club Brujas · Bélgica           | Total club          | Total club          | 19    | 8     | 4                   | 1                   | 10                         | 5                          | 33    | 14    | 0.61               |
| RSC Anderlecht · Bélgica        | 1.ª                 | 1971-72             | 16    | 12    | 6                   | 8                   | 2                          | 0                          | 24    | 20    | 0.33               |
| RSC Anderlecht · Bélgica        | 1.ª                 | 1972-73             | 15    | 7     | 5                   | 3                   | 4                          | 4                          | 24    | 14    | 0.42               |
| RSC Anderlecht · Bélgica        | 1.ª                 | 1973-74             | 12    | 7     | 3                   | 2                   | 2                          | 3                          | 17    | 12    | 0.33               |
| RSC Anderlecht · Bélgica        | 1.ª                 | 1974-75             | 25    | 14    | 6                   | 2                   | 6                          | 3                          | 37    | 19    | 0                  |
| RSC Anderlecht · Bélgica        | 1.ª                 | 1975-76             | 11    | 6     | 4                   | 3                   | 9                          | 8                          | 24    | 17    | 0                  |
| RSC Anderlecht · Bélgica        | 1.ª                 | 1976-77             | 20    | 11    | 3                   | 2                   | 11                         | 9                          | 34    | 22    | 0                  |
| RSC Anderlecht · Bélgica        | 1.ª                 | 1977-78             | 12    | 8     | 3                   | 0                   | 9                          | 5                          | 24    | 13    | 0                  |
| RSC Anderlecht · Bélgica        | 1.ª                 | 1978-79             | 31    | 12    | 4                   | 4                   | 2                          | 1                          | 37    | 17    | 0                  |
| RSC Anderlecht · Bélgica        | 1.ª                 | 1979-80             | 19    | 3     | 4                   | 0                   | 1                          | 0                          | 24    | 3     | 0.39               |
| RSC Anderlecht · Bélgica        | Total club          | Total club          | 161   | 80    | 38                  | 24                  | 46                         | 33                         | 245   | 137   | 0.39               |
| Portland Timbers Estados Unidos | 1.ª                 | 1980                | 18    | 6     | —                   | —                   | —                          | —                          | 18    | 6     | 0.12               |
| Portland Timbers Estados Unidos | Total club          | Total club          | 18    | 6     | 0                   | 0                   | 0                          | 0                          | 18    | 6     | 0.33               |
| Toulouse F. C. Francia          | 2.ª                 | 1981-82             | 12    | 1     | —                   | —                   | —                          | —                          | 12    | 1     | 0.26               |
| Toulouse F. C. Francia          | Total club          | Total club          | 12    | 1     | 0                   | 0                   | 0                          | 0                          | 12    | 1     | 0.26               |
| Total en su carrera             | Total en su carrera | Total en su carrera | 285   | 121   | 50                  | 28                  | 70                         | 42                         | 405   | 191   | 0.39               |

## Palmarés

##### Nacionales
| Título          | Equipo              | País    | Año     |
| --------------- | ------------------- | ------- | ------- |
| Copa de Bélgica | Club Brugge K. V.   | Bélgica | 1979-80 |
| Copa de Bélgica | R. S. C. Anderlecht | Bélgica | 1971-72 |
| Division 1      | R. S. C. Anderlecht | Bélgica | 1971-72 |
| Copa de Bélgica | R. S. C. Anderlecht | Bélgica | 1972-73 |
| Division 1      | R. S. C. Anderlecht | Bélgica | 1973-74 |
| Copa de Bélgica | R. S. C. Anderlecht | Bélgica | 1974-75 |
| Copa de Bélgica | R. S. C. Anderlecht | Bélgica | 1975-76 |
| Division 2      | Toulouse F. C.      | Francia | 1981-82 |

##### Internacionales
| Título              | Equipo              | Sede       | Año     |
| ------------------- | ------------------- | ---------- | ------- |
| Recopa de Europa    | R. S. C. Anderlecht | Bruselas   | 1975-76 |
| Supercopa de Europa | R. S. C. Anderlecht | Anderlecht | 1976    |
| Recopa de Europa    | R. S. C. Anderlecht | París      | 1977-78 |
| Supercopa de Europa | R. S. C. Anderlecht | Liverpool  | 1978    |

#### Reconocimientos
| Distinción      | Año  |
| --------------- | ---- |
| Balón de Plata  | 1976 |
| Onze de Oro     | 1976 |
| Balón de Bronce | 1978 |
| Onze de Bronce  | 1978 |
| Onze de Bronce  | 1979 |